# Jaranty (Pomerania)
Jaranty [pronunciación en polaco: /jaˈrantɨ/] (en casubio: Jarantë) es un pueblo ubicado en el distrito administrativo de Gmina Konarzyny, dentro del Condado de Chojnice, Voivodato de Pomerania, en Polonia del norte. Se encuentra aproximadamente a 13 kilómetros al norte de Konarzyny, a 29 kilómetros al noroeste de Chojnice, y a 96 kilómetros al suroeste de la capital regional Gdańsk.
Para detalles de la historia de la región, vea Historia de Pomerania.
El pueblo tiene una población de 39 habitantes.